# مارتن بلسم
مارتن هينري بلسم (بالإنجليزية: Martin Henry Balsam)‏ وهو ممثل أمريكي ولد في يوم 4 نوفمبر 1919 في مدينة برونكس في مدينة نيويورك في الولايات المتحدة، مثل دور أرشي بنكر في مسلسل All in the Family من 1979-1982، فاز بجائزة أوسكار كأفضل ممثل مساعد في فلم ألف مهرج في سنة 1962 وفي فلم سايكو في سنة 1959 وألذي كان من إخراج المرخج الشهير ألفرد هيتشكوك، فاز أيضاً بجائزة توني في سنة 1965 وترشح لجائزة غولدن غلوب وجائزة البافتا وتوفي في يوم 13 فبراير 1996 في روما في إيطاليا.

## روابط خارجية
- مارتن بلسم على موقع IMDb (الإنجليزية)
- مارتن بلسم على موقع ميتاكريتيك (الإنجليزية)
- مارتن بلسم على موقع الموسوعة البريطانية (الإنجليزية)
- مارتن بلسم على موقع روتن توميتوز (الإنجليزية)
- مارتن بلسم على موقع مونزينجر (الألمانية)
- مارتن بلسم على موقع قاعدة بيانات الأفلام العربية
- مارتن بلسم على موقع ألو سيني (الفرنسية)
- مارتن بلسم على موقع تيرنر كلاسيك موفيز (الإنجليزية)
- مارتن بلسم على موقع أول موفي (الإنجليزية)
- مارتن بلسم على موقع قاعدة بيانات برودواي على الإنترنت (الإنجليزية)